# Batalla de Yaunis Khan
La batalla de Yaunis Khan (en turco: Han Yunus Muharebesi) se libró el 28 de octubre de 1516 entre el imperio otomano y el sultanato mameluco en Yaunis Khan (hoy en la Franja de Gaza). Las fuerzas de caballería mamelucas lideradas por Janbirdi al-Ghazali atacaron a fuerzas otomanas que intentaban cruzar Gaza de camino a Egipto. Los otomanos, dirigidos por el gran visir Hadım Sinan Pasha, resistieron la carga de caballería mameluca, hiriendo a Al-Ghazali y haciendo retirarse a las fuerzas mamelucas a El Cairo.
Se trató del último intento organizado de los mamelucos de evitar una invasión a gran escala de Egipto, tras haber sido incapaces de contener a los otomanos en Siria. Los mamelucos solo fueron capaces de volver a plantar batalla en Ridaniya, a las afueras de El Cairo.